# Inuyasha: A Feudal Fairy Tale
Inuyasha: A Feudal Fairy Tale (犬夜叉 戦国お伽合戦 Inuyasha: Sengoku Otogi Kassen?) es un videojuego de lucha en 2D basado en la serie de manga y anime Inuyasha desarrollado por Dimps y publicado por Bandai para PlayStation. Consiste en batallas y minijuegos en un esfuerzo por recuperar fragmentos de la sagrada Joya de las Cuatro Almas, siguiendo esencialmente la trama general de la serie.

## Sinopsis
La historia se centra en Kagome Higurashi, una estudiante de secundaria de 15 años que, sin darse cuenta, viaja en el tiempo al Japón feudal, donde se ve envuelta en una búsqueda para localizar fragmentos de la Joya Sagrada de las Cuatro Almas.

## Jugabilidad
Inuyasha: A Feudal Fairy Tale es un juego de lucha en 2D protagonizado por personajes de la serie de manga y animé de Rumiko Takahashi, Inuyasha.
"Feudal Fairy Tale", el modo de juego principal del juego, sigue esta escapada y requiere que los jugadores participen en una serie de batallas y minijuegos para obtener los codiciados fragmentos. Inicialmente, solo Kagome y su compañero mitad demonio Inuyasha son jugables, pero a medida que los jugadores avanzan en el juego y adquieren fragmentos, se vuelven disponibles más personajes.
Cada personaje puede realizar ataques fuertes y débiles, así como lanzamientos y contraataques. Los jugadores también pueden ejecutar maniobras combinadas más poderosas, incluidos ataques especiales y súper, que solo se pueden iniciar cuando el medidor espiritual está lleno. Además, los ataques específicos pueden hacer que los oponentes suelten fragmentos que, una vez reclamados, llenarán el medidor espiritual más rápidamente.
"Versus Fairy Tale" permite a los jugadores luchar contra un solo oponente, ya sea controlado por humanos o por computadora. De manera similar, "Dream Fairy Tale" ofrece jugar contra un oponente humano o de computadora, pero aquí cada luchador cuenta con la ayuda de un segundo personaje que puede entrar y salir del juego, como en títulos como Marvel Vs. Capcom y Tekken Tag Tournament. "Myoga's Training" está destinado a aquellos que desean practicar sus habilidades de lucha, mientras que "Shippo's Seven Changes" ofrece un puñado de opciones de juego. Por último, el modo "Backpack" presenta ilustraciones desbloqueables y permite a los jugadores alterar las voces de los personajes, jugar minijuegos y escuchar la banda sonora y el trabajo de voz del juego.

## Personajes
- Demonio Inuyasha[1]
- Inuyasha
- Kagome Higurashi
- Kagura[1]
- Kikyo[1]
- Koga[1]
- Miroku
- Naraku[1]
- Sango
- Sesshomaru
- Shippo
- Totosai

## Recepción
El juego recibió críticas "mixtas o promedio" según el agregador de reseñas de videojuegos Metacritic.